# Промазин
Промазин (Promazinum). N,N-Диметил-10H-фенотиазин-10-пропанамин (и в виде гидрохлорида или эмбоната). Нейролептик (антипсихотик), относящийся к алифатическим производным фенотиазина.  
Синонимы: Propazinum, Ampazine, Amprazin, Centractil, Frenyl, Neuroleptil, Prazine, Promazine, Promazini hydrochloridum, Promazine hydrochloride, Promazinon, Promazinum, Protactyl, Sediston, Sinophenin, Sparine, Talofen, Verophen и др.

## Общая информация
По строению промазин отличается от аминазина отсутствием атома хлора в положении 2 фенотиазинового ядра.
По фармакологическим свойствам близок к аминазину. Подобно аминазину вызывает седативный эффект, уменьшает двигательную активность, увеличивает длительность и интенсивность действия снотворных, наркотических и местноанестезирующих средств; обладает противорвотным и гипотермическим свойствами. По седативному действию промазин уступает аминазину. Периферическое холино- и адренолитическое действие обоих препаратов существенно не различается; противогистаминный эффект выражен у промазина сильнее.
Промазин несколько менее токсичен, чем аминазин; оказывает несколько меньшее местное раздражающее действие и реже вызывает аллергические реакции.
В психиатрической практике промазин применяют по тем же показаниям, что и аминазин, особенно в случаях с более лёгким течением болезни, для поддерживающей терапии, а также у ослабленных больных и лиц старческого возраста, у детей. По силе действия на возбуждение и по антипсихотическому эффекту он уступает аминазину. Однако менее выраженные побочные явления, отсутствие сонливости, подавленности, чувства тяжести в голове позволяют широко пользоваться этим препаратом.
Применяют промазин внутрь, внутримышечно и внутривенно. Внутрь назначают в виде драже или таблеток по 0,025—0,05—0,1 г 2—4 раза в день после еды. Внутримышечно вводят по 0,05—0,1—0,15 г 2—3 раза в день, причём необходимое количество ампулированного (2,5%) раствора промазина разводят в 5 мл 0,25—0,5% раствора новокаина или изотонического раствора натрия хлорида. Внутривенно вводят по 1—2 мл 2,5% раствора промазина, разведённого в 10—20 мл 5% раствора глюкозы или изотонического раствора натрия хлорида.
При необходимости дозы промазина постепенно увеличивают до 0,5—1 г в день. Для поддерживающей терапии назначают по 0,05—0,15 г 1—2 раза в день.
Высшие дозы для взрослых внутрь: разовая 0,25 г, суточная 2 г; внутримышечно: разовая 0,15 г, суточная 1,2 г.
В неврологической, терапевтической, акушерско-гинекологической, дерматологической практике промазин может применяться вместо аминазина.
Промазин можно применять в сочетании с другими нейротропными средствами, в том числе в составе литических смесей (например, по прописи: промазина 2,5% раствора 1—2 мл, димедрола 2% раствора 2 мл, промедола 2% раствора 1—2 мл), а также вместе со снотворными средствами.
Возможные осложнения такие же, как при применении аминазина, но несколько менее выражены и возникают реже.

## Физические свойства
Белый или белый со слабым желтоватым оттенком кристаллический порошок. Очень легко растворим в воде. Гигроскопичен. На свету порошок и его растворы приобретают синевато-зелёную окраску.

## Форма выпуска
Формы выпуска: драже и таблетки по 0,025 и 0,05 г, покрытые оболочкой; 2,5% раствор в ампулах по 2 мл.

## Хранение
Хранение см. Аминазин.